# Головинская (Коношский район)
Головинская — опустевшая деревня в Коношском районе Архангельской области. Входит в состав муниципального образования «Мирный».

## География
Находится в юго-западной части Архангельской области на расстоянии приблизительно 25 км на запад-северо-запад по прямой от административного центра района поселка Коноша.

## История
В 1873 году здесь было учтено 23 двора, в 1905 — 35. Тогда деревня входила в Каргопольский уезд Олонецкой губернии. В советское время работали колхозы «20-я годовщина Октября» и им. Ленина.

## Население
Численность населения: 142 человека (1873 год), 191 (1905), 5 (русские 100 %) в 2002 году, 0 в 2010.